# Types de plongées

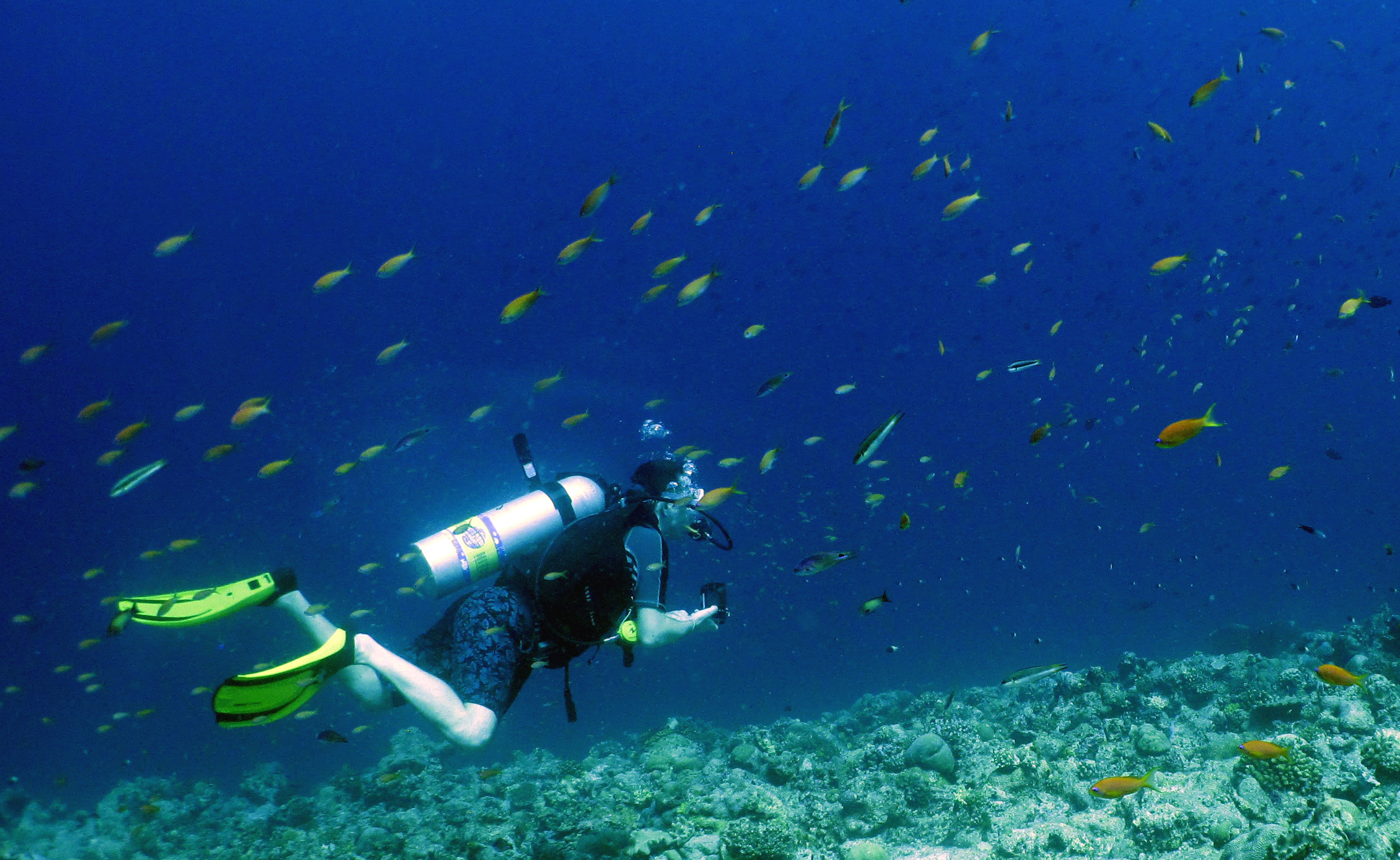
Plongeur en pleine mer

La plongée sous-marine permet bon nombre d'activités, qu'elles soient professionnelles, sportives, ludiques ou tout simplement distrayantes.

## Plonger pour faire quoi?
On peut, sans esprit d'exhaustivité, lister les principales activités offerte par l'évolution sub-aquatique :

### Plongée professionnelle
- scaphandrier : sous cette appellation, on regroupe tous les travailleurs sous-marins du monde industriel (travaux sur les plates-formes pétrolières, travailleurs dans les ports, etc.)
- corailleur : c'est celui qui récolte (en Méditerranée) notamment le corail rouge
- aquaculteur : ce sont les personnes qui exploitent les différentes fermes aquacoles
- moniteur de plongée : celui qui est chargé de faire découvrir ce (superbe) monde qui est à la fois si proche et si lointain, ainsi que les différentes spécialités de plongée militaire (nageur de combat, plongeur démineur...)
- photographe sous-marin : celui qui décide de photographier la faune et la flore sous-marine afin de faire découvrir au plus grand nombre la richesse et la beauté du monde sous-marin

### Plongée sportive
- plongée libre ou apnée : activité qui consiste à plonger sans scaphandre en retenant sa respiration
- chasse ou pêche sous-marine : activité qui consiste à capturer des poissons avec une arbalète ou ramasser des coquillages
- hockey subaquatique : un sport qui se joue par équipe dans une piscine, sous l'eau

### Plongée "à thème"

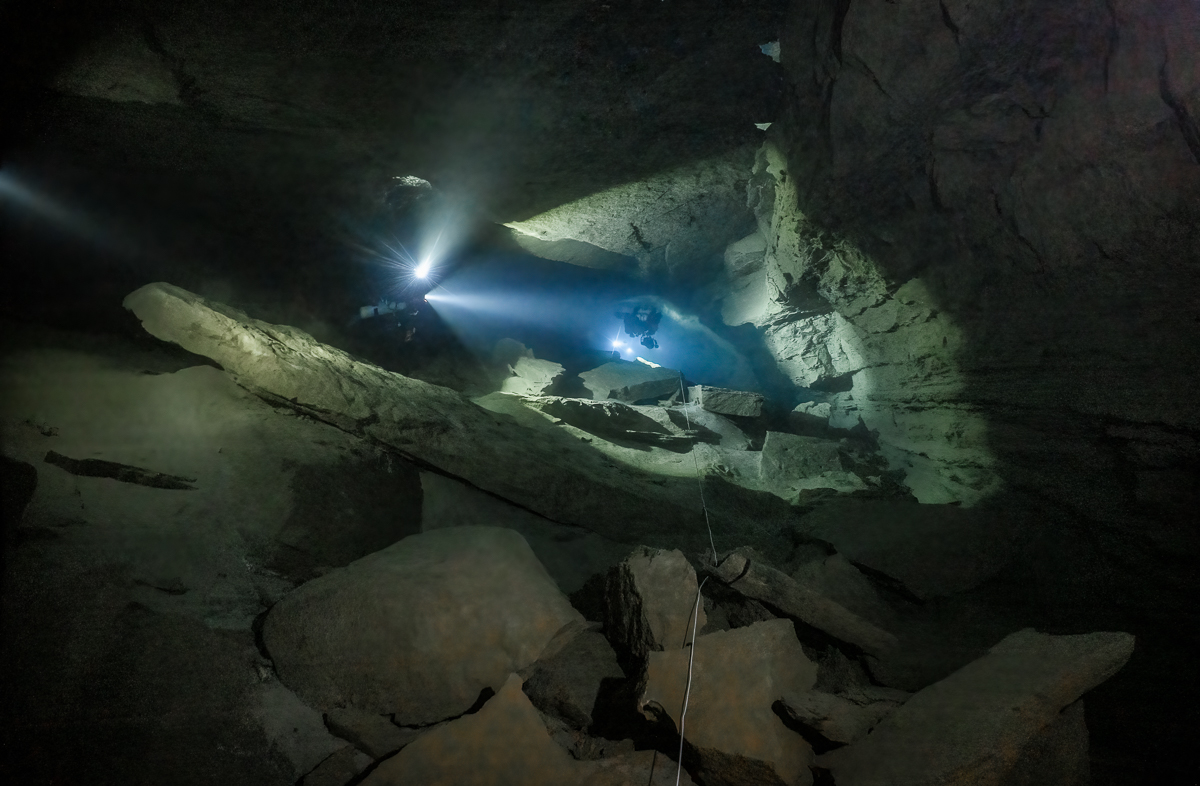
Plongée souterraine.

- plongée souterraine : c'est la plongée en grottes et siphons
- biologie marine : connaissance et découverte de la vie sous-marine
- archéologie sous-marine : recherche des vestiges des civilisations antiques sur les fonds sous-marins
- chasseur d'épaves : c'est ainsi que l'on nomme ceux qui se sont spécialisés dans la recherche, la découverte (on parle alors d'invention) et la plongée sur épaves

- photographie sous-marine

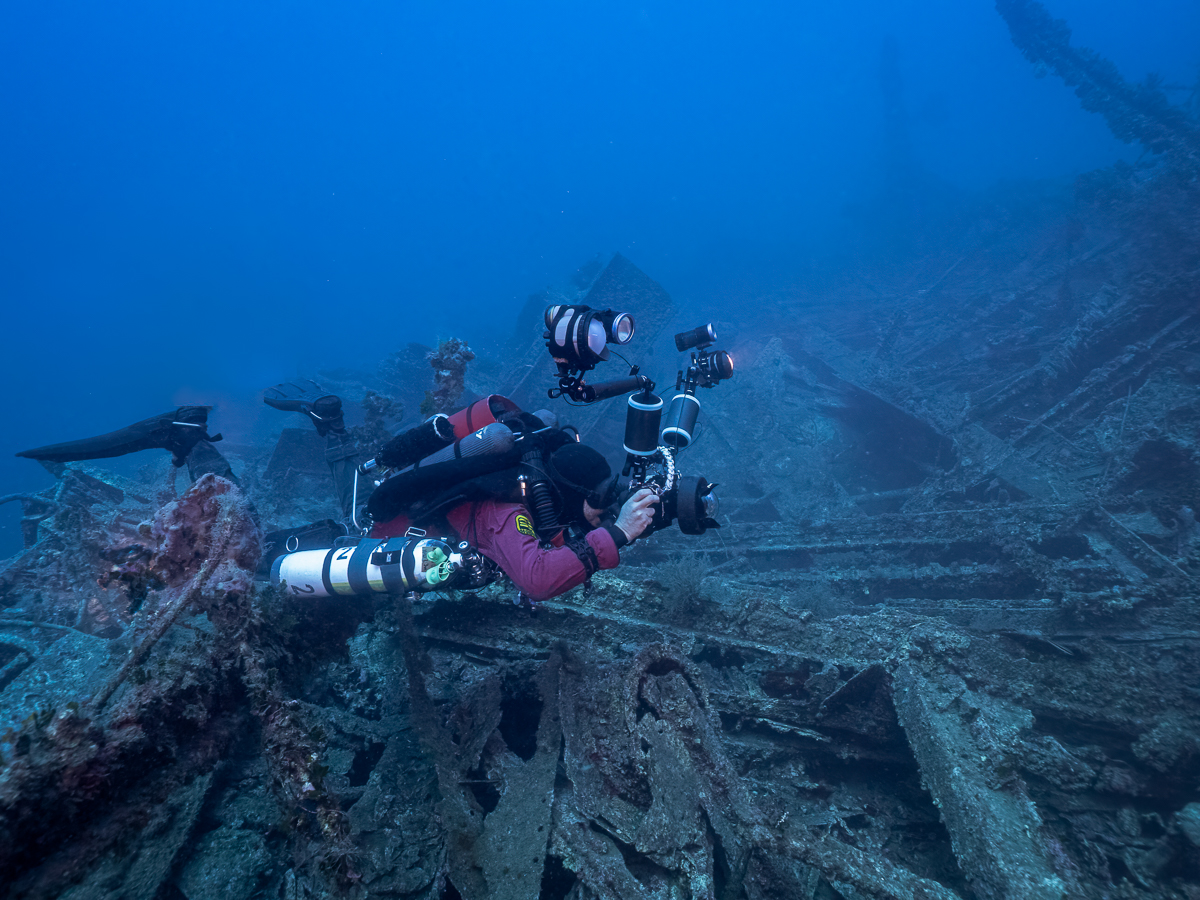
Photographie sous-marine.

- plongée profonde : plongée au-delà de la limite des 60 m pour rechercher des épaves, ou pour le plaisir.

## Comment plonger?

### Plonger depuis une embarcation
Le type de plongée le plus courant reste encore la plongée depuis une embarcation, quel qu'en soit le type (barque, boutre, canot pneumatique, kayak de mer, bateau de plongée...). Le type de bateau est variable, en fonction de la région dans le monde où l'on plonge, du type de plongée que l'on va faire, de club de plongée, etc.
Cela nécessite une certaine préparation, en fonction du bateau, de sa taille, de la place disponible à bord, pour entreposer son matériel, s'équiper, se mettre à l'eau et remonter.
Les techniques de mise à l'eau les plus fréquemment utilisées sont le saut droit et la bascule arrière qui seront choisies, là aussi, en fonction du bateau et de sa configuration. De la même manière, à la fin de la plongée, la remontée à bord peut se faire d'autant de manière possible qu'il y a d'embarcation. Certaines disposent d'une échelle simple, voire d'une échelle perroquet (échelle à barreaux avec une seule barre verticale centrale), ou de rien du tout (cas de la plupart des canots pneumatiques ou des kayaks).

### Plonger du bord
La plongée du bord consiste à s'équiper sur la plage, le quai, ou le bord de l'eau, puis à se mettre à l'eau. Ces plongées permettent de visiter certains sites, proches à moindre frais et sont assez fréquentes, à condition que les fonds s'y prêtent.

### Plonger à la dérive
La plongée à la dérive se pratique en se faisant déposer par une embarcation (ou en partant du bord) puis en se laissant dériver au gré du courant marin ou de la rivière, le cas échéant.
Le courant donne alors au plongeur la sensation de voler et lui permet de couvrir de plus grandes distances sous l'eau.
La précaution élémentaire lors de ce type de plongée est de disposer d'un bateau de support qui suit les plongeurs (en se fiant à leurs bulles ou à un artifice de signalisation comme une bouée par exemple) ainsi que d'un moyen de se signaler lors de l'émersion en fin de plongée (parachute de palier par exemple).
Attention il est indispensable aux plongeurs souhaitant évoluer ainsi de se renseigner au préalable sur les règles locales en matière de signalisation maritime. En effet, dans certains pays, il peut être obligatoire d'arborer sur sa bouée un marquant particulier comme le pavillon DAN par exemple.

## Où plonger?
Sans parler des sites de plongée accessible, il est possible d'évoquer les différents types de plongée en fonction de leur localisation et des particularités du milieu.

### En mer
La majorité des plongées sont réalisées en mer en raison des possibilités d'évolutions, de découvertes offertes ainsi que de la grande variété de fonds marins, de faune et de flore.

### En eau douce
En raison de nombreuses contraintes ou par volonté, de nombreux plongeurs évoluent en eau douce. Que ce soit en piscine, en lacs et étangs, en rivières ou en carrières, la plongée en eau douce offre de nombreuses possibilités. La faune et la flore y sont bien sûr très différentes, mais les techniques nécessitent aussi une adaptation et parfois un matériel spécifique.

### Plonger sous plafond
Le terme de plongée sous plafond recouvre en fait le domaine de la plongée souterraine, en grottes, tunnels ou siphons. C'est un type de plongée très particulier, nécessitant beaucoup de préparation, d'entraînement, un matériel spécifique et l'application rigoureuse de règles de sécurité très strictes.

### Plonger en altitude
La plongée en altitude, si elle est aussi une plongée en eau douce, nécessite, en raison des variations de pression, un certain entraînement et l'application de règles de sécurité spécifiques.

### Plonger sous glace
La plongée sous glace, composante de la plongée en altitude, est une activité très particulière en raison, non seulement des variations de pression, mais aussi du froid (risque d'hypothermie, de givrage des matériels). Elle nécessite aussi une préparation particulière (creuser un trou, installer des "mains courantes", etc.)